# Orthoporus cienegonus
Orthoporus cienegonus är en mångfotingart som beskrevs av Chamberlin 1952. Orthoporus cienegonus ingår i släktet Orthoporus och familjen Spirostreptidae. Inga underarter finns listade i Catalogue of Life.